# Cromberg
Cromberg es un lugar designado por el censo en el condado de Plumas en el estado estadounidense de California. En el año 2000 tenía una población de 290 habitantes y una densidad poblacional de 12 personas por km².

## Geografía
Cromberg se encuentra ubicado en las coordenadas 39°52′7″N 120°42′25″O / 39.86861, -120.70694. Según la Oficina del Censo, la ciudad tiene un área total de 23,4 km² (9 mi²), de la cual 23,4 km² (9 mi²) es tierra y 0 km² (0 mi²) (0%) es agua.

## Demografía
Según la Oficina del Censo en 2000 los ingresos medios por hogar en la localidad eran de $51,250, y los ingresos medios por familia eran $85,874. Los hombres tenían unos ingresos medios de $63,750 frente a los $32,250 para las mujeres. La renta per cápita para la localidad era de $24,252. Alrededor del 8.6% de la población estaban por debajo del umbral de pobreza.